# Ananda Coomaraswamy
Ananda Kentish Coomaraswamy (Tamil:ஆனந்த குமாரசுவாமி, Ānanda Kentiś Kūmaraswāmī) (Colombo, 22 de agosto de 1877 – Needham (Massachusetts), 9 de septiembre de 1947) fue un especialista anglo-indio en arte oriental. Se destacó en el estudio del simbolismo, mitología, metafísica y religión comparada. Es considerado, junto con Frithjof Schuon y René Guénon, como uno de los más importantes representantes de la filosofía perenne.

## Biografía
Nació el 22 de agosto de 1877 en Colombo, Ceilán, que entonces se encontraba bajo el dominio inglés, hijo de Sri Mutu Coomaraswamy, reconocido jurista de origen indio, caballero inglés y traductor al inglés de algunos textos budistas en pali, su madre fue Elizabeth Clay Beeby de origen inglés.
Su padre murió en 1879, aun siendo muy niño Coomaraswamy. A partir de ese año, realizó sus estudios en Inglaterra en el Wycliffe College (Gloucester) y después en la Universidad de Londres, en donde obtiene un doctorado en ciencias en 1904 especializándose en geología y mineralogía. Entre 1903 y 1906 dirige una investigación de su especialidad en Ceilán, durante la cual descubre un mineral desconocido hasta ese momento llamado Thorianita.
Entre tanto, es el iniciador de un movimiento para la educación nacional en India y se orienta gradualmente hacia las cuestiones artísticas, las que lo llevan a cumplir ciertas responsabilidades en el marco de la Exposición de las Provincias Unidas en Allahabad desde 1910 hasta 1911. Llamado por el Museum of Fine Arts de Boston en EUA durante la guerra de 1914–1918, asume la dirección del departamento de artes del Islam y del Medio Oriente, instalándose así en EE. UU. Manteniendo una correspondencia con René Guénon desde la mitad de los años 1930, lleva a este a revisar sus posiciones concernientes al budismo, que Guénon consideraba como una rama desviada del hinduismo. Coomaraswamy consolida una obra a partir de entonces enteramente inspirada en el esoterismo tradicional. Además de sus colaboraciones en Etudes Traditionnelles y en revistas angloamericanas como Bulletin of School of Oriental Studies y Journal of the American Oriental Studies, escribió un gran número de obras. Fue uno de los primeros académicos en reconocer la importancia de la pintura rajputa. Además, afirmó que el rol del arte era el de transmisor de contenido filosófico y religioso, y habló sobre la naturaleza espiritual del arte indio y el punto de vista de que el arte era producido mediante práctica meditativa yogui. Poco antes de su deseado retorno a la India, muere en Boston el 9 de septiembre de 1947. Por motivos que fueron juzgados oportunos, su funeral fue celebrado según el rito griego ortodoxo, mientras que un ritual de tipo hindú tenía lugar en India. Casado con Luisa Runstein, de origen argentino, dejó un hijo llamado Rama Ponnambalam Coomaraswamy.

## Pensamiento
Ananda Kentish Coomaraswamy se erige como uno de los defensores de la cultura India obteniendo una fuerte posición como portavoz de los valores indios tradicionales. En 1914, es llamado por el Museo de Boston, confiándosele el departamento de artes del Islam y Medio Oriente para ser propuesto en 1930 al cargo de Conservador y Comisario del museo. Desde la célebre institución, colaboró en numerosas publicaciones angloamericanas como el Bulletin Of School of Oriental Studies y el Journal of the American Oriental Studies descubriendo allí, entre otros, los textos de René Guénon con cuyo pensamiento metafísico establecerá una indisoluble sintonía. Sus obras reflejarían desde entonces, sobre 1932, un claro punto de inflexión hacia conceptos antes solo esbozados. Observamos en esta última etapa del autor, su defensa por un arte tradicional, sagrado, basado en unos principios metafísicos y un simbolismo universal que se atribuyen a una tradición primordial y unánime, que se mantendría viva de un modo especial, aunque no único en la tradición hindú clásica. Desde esta nueva perspectiva, realizará duras críticas al arte moderno fruto, según su perspectiva, de una degradación de los valores estéticos tradicionales. Uno de sus escritos más destacados en esta línea es Sobre la doctrina tradicional del arte.
En sus textos analizará a Platón, Pseudo Dionisio, Ulrico Engelberto y Santo Tomás de Aquino, encontrando en ellos las premisas que han permitido definir su concepto de Arte tradicional. Su tesis fundamental es la identificación de la belleza con la formalidad o el orden, y la fealdad con la informalidad o falta de orden: el arte será pues, expresión informada por la Belleza ideal. Sobre la reflexión de sus estudios, Umberto Eco comenta:

Resulta aceptable su tesis fundamental de que la estética medieval y la india aparecen unidas frente a la estética occidental moderna por algunos motivos fundamentales: una misma actitud frente a la obra de arte como objeto de uso religioso dotado de placer intrínseco; un mismo catálogo de criterios de belleza; el canon de las artes plásticas; la no distinción entre artes liberales y mecánicas, bellas artes y artes funcionales; y, por último, un concepto de arte como imitación no tanto de las realidades de la naturaleza, sino más bien del mismo proceso operativo de la naturaleza.

## Legado
El legado bibliográfico de Coomaraswamy es de una riqueza sobresaliente, contando con más de un millar de publicaciones entre libros y artículos. Referente a su catálogo, existe un índice de las obras: A Catalogue of the Special Exhibition of Paintings, and Books en Honour of the Birth Centenary of Ananda K Coomaraswamy, National Museum, Nuova Delhi 1976, actualizado en 1981. Recientemente se ha publicado una Working bibliography of A. K C, in Ceylon, por Rama Coomaraswamy, Books of India, Londres y una "Selected Bibliography" en Sources of Wisdom, volumen conmemorativo a cargo del ministerio de Asuntos Culturales de Sri Lanka, Colombo 1981. La bibliografía más completa es, sin embargo, "Ananda K. Coomaraswamy, Bibliography/Index", a cargo de Rama P. Coomaraswamy, Prólogos Books, Berwick-upon-Tweed, Gran Bretaña, 1988, edición revisada de la “Selected Bibliography” de 1981. Su grado de erudición en lo referente al arte oriental lo eleva, junto al citado René Guenon y Frithjof Schuon como una de las máximas autoridades mundiales al respecto.

## Sobre la doctrina tradicional del arte
Sobre la doctrina tradicional del arte es uno de sus más célebres trabajos: publicado por primera vez por la New Orient Society of America en 1938, viene a suponer un ensayo sobre cómo hay que enfrentarse a la obra de arte oriental. Su punto de partida se encuentra en la metafísica de René Guenón y en la premisa de que el arte tradicional (religioso-sagrado) es inaprensible sin un conocimiento previo de su dimensión religiosa, espiritual o metafísica.

## Obras
- Artes y oficios de la India y Ceilán
- Arte y simbolismo tradicional
- Artículos selectos de metafísica
- Autoridad espiritual y poder temporal
- Dos caminos hacia la misma cumbre
- Elementos de iconografía budista
- El tiempo y la eternidad
- El Vedanta y la tradición occidental
- Figuras de lenguaje o figuras de pensamiento
- Gotama el Buda
- Hindúes y budistas
- Hinduismo y budismo
- ¿Qué es civilización?
- La doctrina india del fin último del hombre
- La faz oscura de la aurora
- La iconografía de los «Nudos» de Dürero y de la «Concatenación» de Leonardo
- La transformación de la naturaleza en arte
- La verdadera filosofía del arte cristiano y oriental
- Los Vedas, ensayos de traducción y exégesis
- Patrón y artistas
- Sir Gawain y el Caballero Verde: Indra y Namuci
- Sobre la doctrina tradicional del arte
- Sobre la traducción
- ¿Soy yo el guardián de mi hermano?
- Srî Ramakrisna y la tolerancia religiosa — La «e» de Delfos.